# Lăng Gia Long
Lăng Gia Long  hay Thiên Thọ Lăng (天授陵), là lăng tẩm của hoàng đế Gia Long (1762–1820), vị vua sáng lập triều Nguyễn. Lăng Gia Long thực ra là một quần thể nhiều lăng tẩm trong hoàng quyến, nay thuộc địa phận phường Long Hồ, quận Phú Xuân, thành phố Huế.

## Lịch sử xây dựng

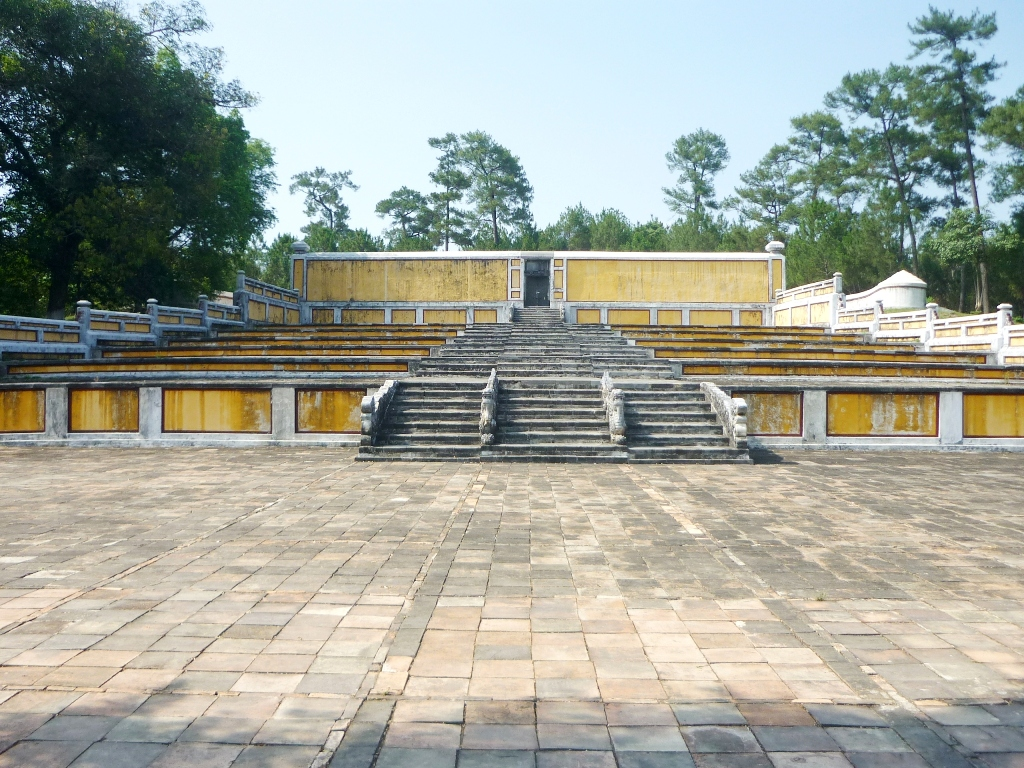
7 bậc sân tế dẫn lên Bửu thành khu lăng mộ

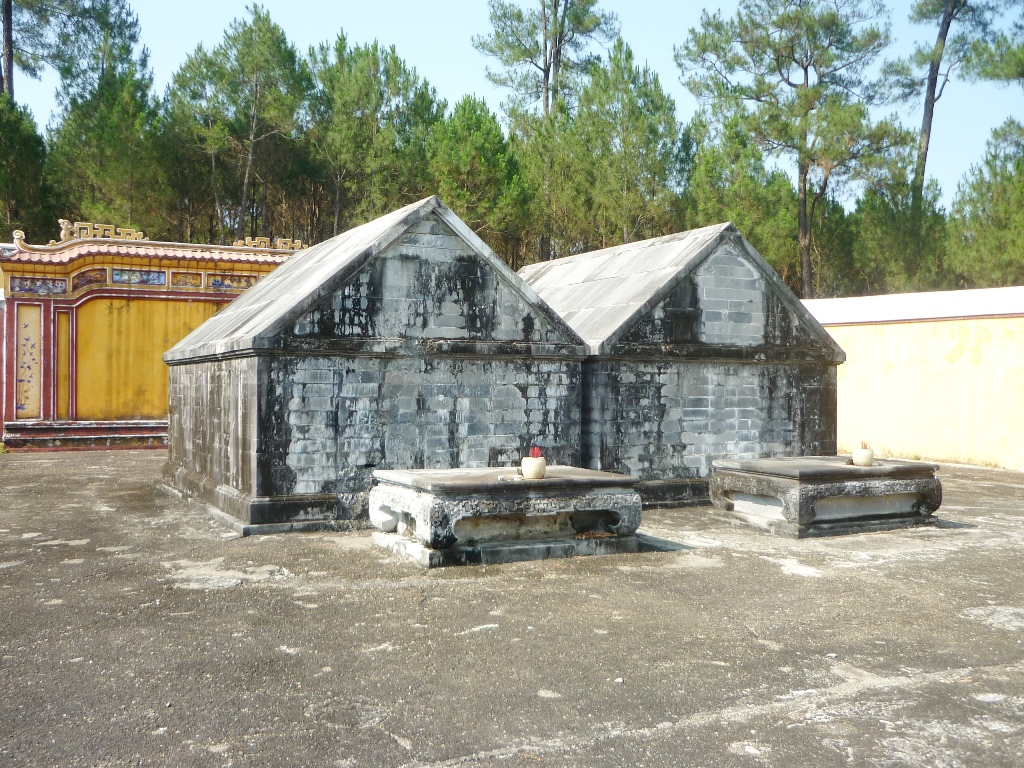
Bửu phong của hoàng đế Gia Long và Thừa Thiên Cao hoàng hậu

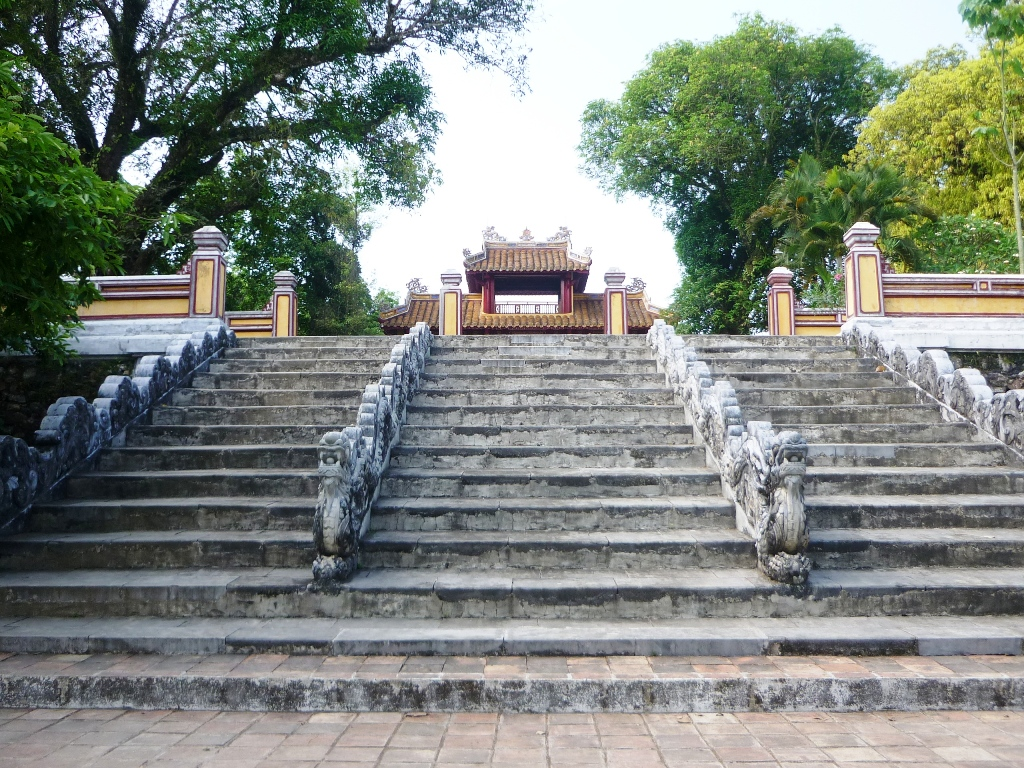
Thềm đá dẫn lên khu tẩm điện

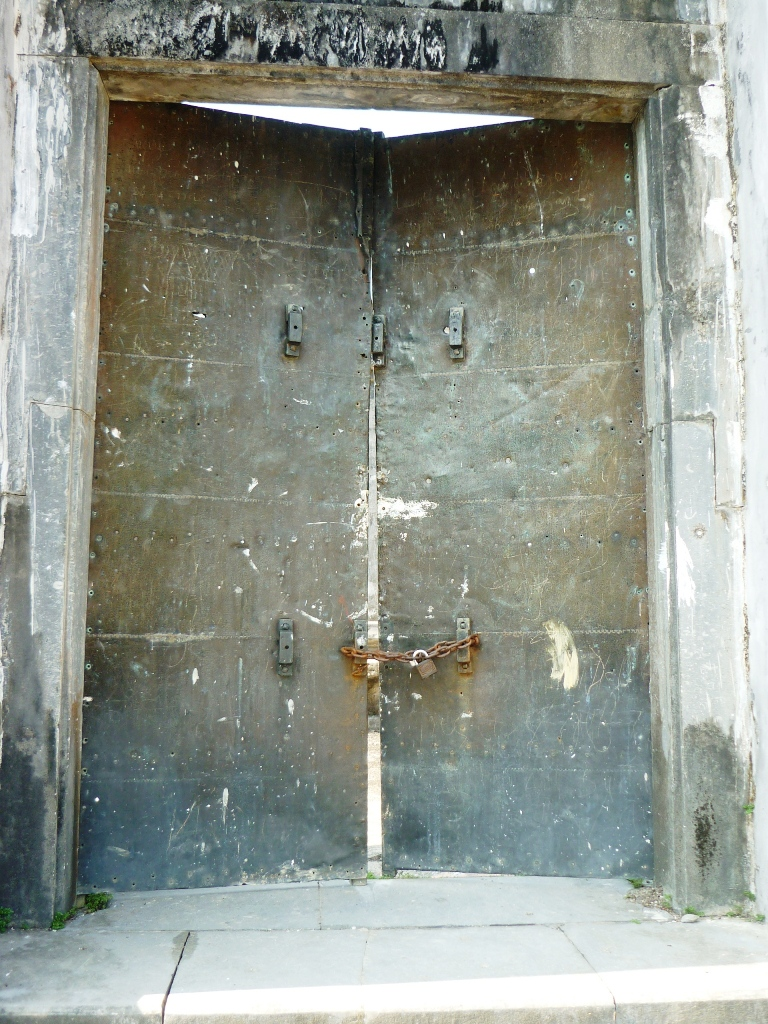
Cánh cửa bằng đồng ở Bửu Thành

Lăng bắt đầu được xây dựng từ năm 1814 và đến năm 1820 mới hoàn tất. 
Ngày 11 tháng 5 năm 1814 (nhằm ngày 22 tháng 3 Giáp Tuất, năm Gia Long thứ 13), vua cho dựng thọ lăng ở Thọ Sơn, làng Định Môn, để an táng chánh phi của mình là Thừa Thiên Cao hoàng hậu Tống Thị Lan vừa băng hà gần ba tháng trước đó. 
Trước đó, vua Gia Long đã hai lần đến thị sát vùng đất này. Lần đầu là khi sửa chữa lăng các chúa Nguyễn và các hoàng hậu của chúa vào năm 1808. Lần thứ hai là khi tìm nơi xây lăng Thoại Thánh để an táng thân mẫu là Hiếu Khang hoàng hậu, cũng do nhà địa lý Lê Duy Thanh thực hiện, đích thân vua chọn huyệt mộ và theo dõi thi công, vào năm 1811.
Vua đã sai hai vị quan Tống Phước Lương (Đô sát ngự sử) và Phạm Như Đăng (thượng thư bộ Hình) lãnh chức sơn lăng sứ (cai quản lăng mộ vua và hoàng hậu), cùng nhà địa lý danh tiếng Lê Duy Thanh (con trai Lê Quý Đôn) đi xem các núi để tìm đất. Bảy lần bói, chỉ có núi Thọ Sơn là tốt. Vua đích thân đến xem thấy đất ấy là "vượng khí chung đúc", các núi quanh chầu về, đúng là "vạn niên cát địa" (đất tốt vạn năm). Vua liền sai hoàng tử thứ tư (sau này là vua Minh Mạng) bói lại lần nữa, được quẻ Dự. Quan thượng thư bộ Lễ Nguyễn Hữu Thận xem quẻ rồi nói: "Tốt lắm", bèn lấy quân dân để làm lăng. Một năm sau, tháng 3 năm 1815, hoàng hậu được an táng tại đây.
Theo Đại Nam thực lục, khi Thừa Thiên Cao hoàng hậu băng hà, vua đã bàn với các đại thần, muốn hợp lăng cả vua và hoàng hậu vào cùng một lăng. Đích thân vua đến tận nơi để chọn chỗ đặt huyền cung (huyệt mộ) cho hoàng hậu và cho mình về sau.
Đích thân vua Gia Long đã thám sát, duyệt định vị trí, quy hoạch và chỉ đạo công tác thiết kế cũng như giám sát tiến độ thi công trong suốt 6 năm. Theo Michel Đức Chaigneau, nhà vua đã suýt thiệt mạng trong một tai nạn ở công trường. Một trận gió làm sập ngôi nhà mà vua đang trú ngụ, vua Gia Long tuy đã ẩn trong một cái hố nhưng vẫn bị thương ở trán, mí mắt và bị dập chân do một thanh xà rơi trúng. Hai hoàng tử thứ bảy và thứ tám là Tấn và Phổ bị trọng thương, nhiều người khác bị chết. Gia Long không trừng phạt các quan lại thi công, ngược lại đã cấp thuốc men để chạy chữa cho họ, cấp phát 500 quan tiền và 500 tiêu chuẩn gạo cho dân làng Định Môn, gần nơi xây dựng lăng.
Theo L. Cadière, đơn vị thi công lăng vua Gia Long là đội Sanh Thiết với 300 người, và 274 người của đội lính thủy quân cùng dân làng Phù Bài. Họ được nhận 60 đồng tiền kẽm mỗi ngày. Lăng khởi công xây dựng vào ngày 11-5-1814 và hoàn tất cơ bản vào năm 1820 dưới thời Minh Mạng. Các đời vua về sau đều có sửa sang, tu bổ.
Đến cuối tháng 12 Kỷ Mão (tháng 2 năm 1820), vua Gia Long băng hà. Sách Khâm định Đại Nam hội điển sự lệ ghi chép đầy đủ về nghi thức tang lễ vua Gia Long. Theo đó thì vua Gia Long được an táng vào giờ Dậu (17h chiều), ngày 16 tháng 4 Canh Thìn (nhằm ngày  27 tháng 5 năm 1820).

## Kiến trúc

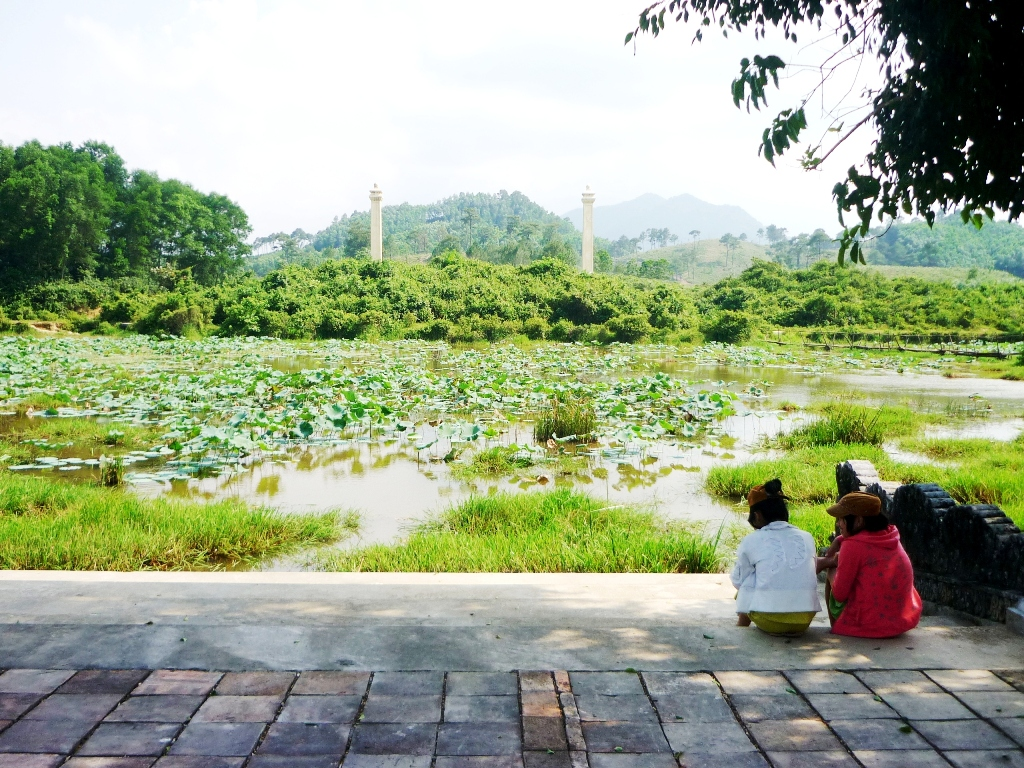
Hai trụ biểu trước lăng vua Gia Long

Từ bờ sông Hương đi vào lăng có con đường rộng hai bên trồng thông và sầu đông cao vút, xanh um, tạo ra một không khí trong mát, tĩnh mịch. Hai cột trụ biểu uy nghi nằm ở ngoài cùng báo hiệu khu vực lăng. Lăng tẩm nhà vua nằm trên một quả đồi bằng phẳng rộng lớn. Phía trước có ngọn Đại Thiên Thọ sơn (大天授山) là tiền án, sau có 7 ngọn núi làm hậu chẩm, bên trái và bên phải có 14 ngọn núi là tả thanh long và hữu bạch hổ. Lăng Gia Long là một bức tranh tuyệt tác về sự phối trí giữa thiên nhiên và kiến trúc.
Tổng thể lăng chia làm 3 khu vực nằm trên ba ngọn đồi: phần chính giữa là khu vực lăng mộ của vua và bà Thừa Thiên Cao Hoàng hậu năm trên Chánh Trung sơn (正中山); bên phải khu lăng là khu vực tẩm điện nằm trên Bạch sơn (白山); bên trái khu lăng là Bi đình (nhà bia) nằm trên Thanh Sơn (青山). Phía trước có hồ nhân tạo gọi là hồ Dài.

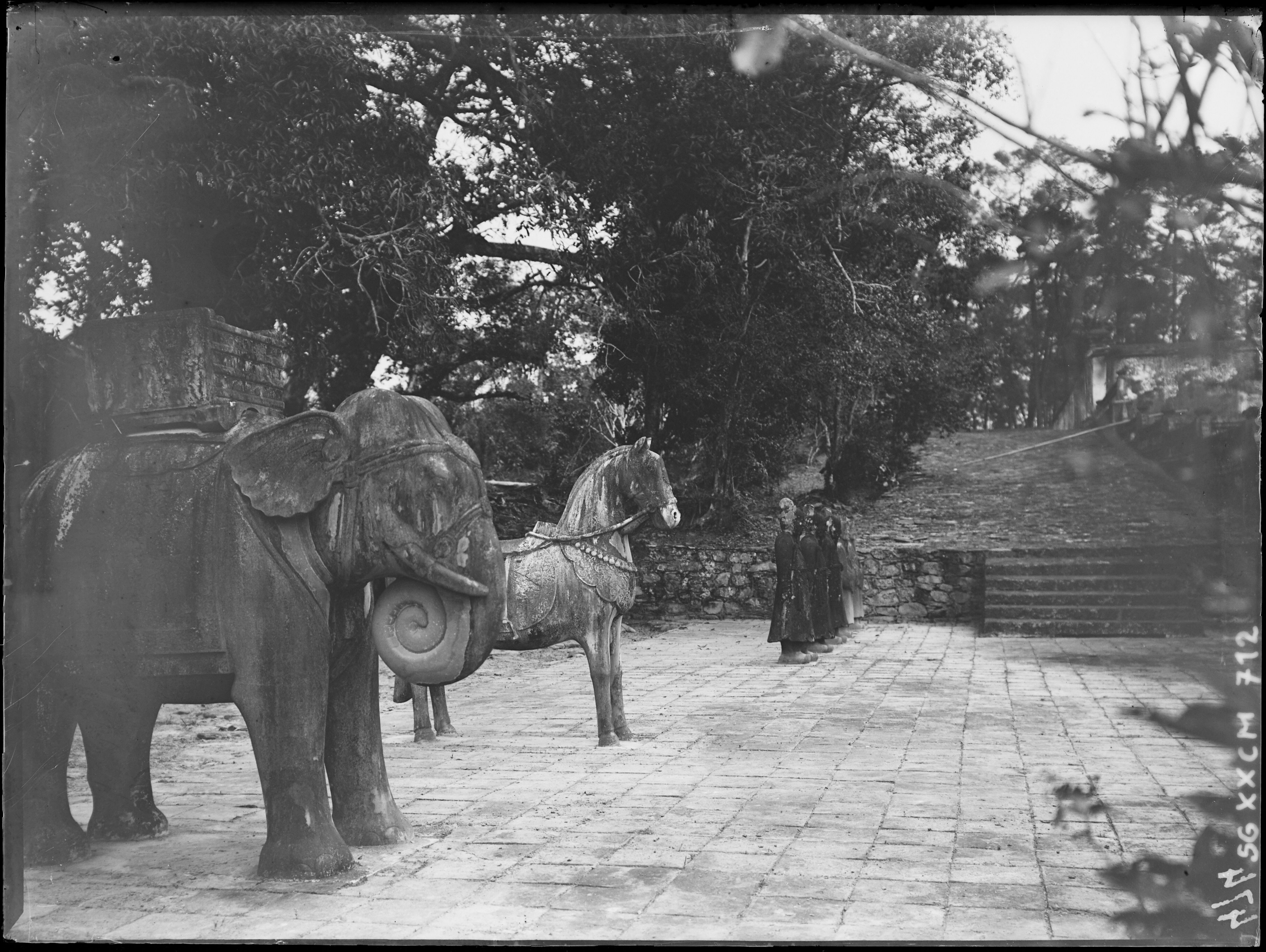
Tượng đá ở sân chầu lăng Gia Long (chụp năm 1898)

### Khu lăng mộ

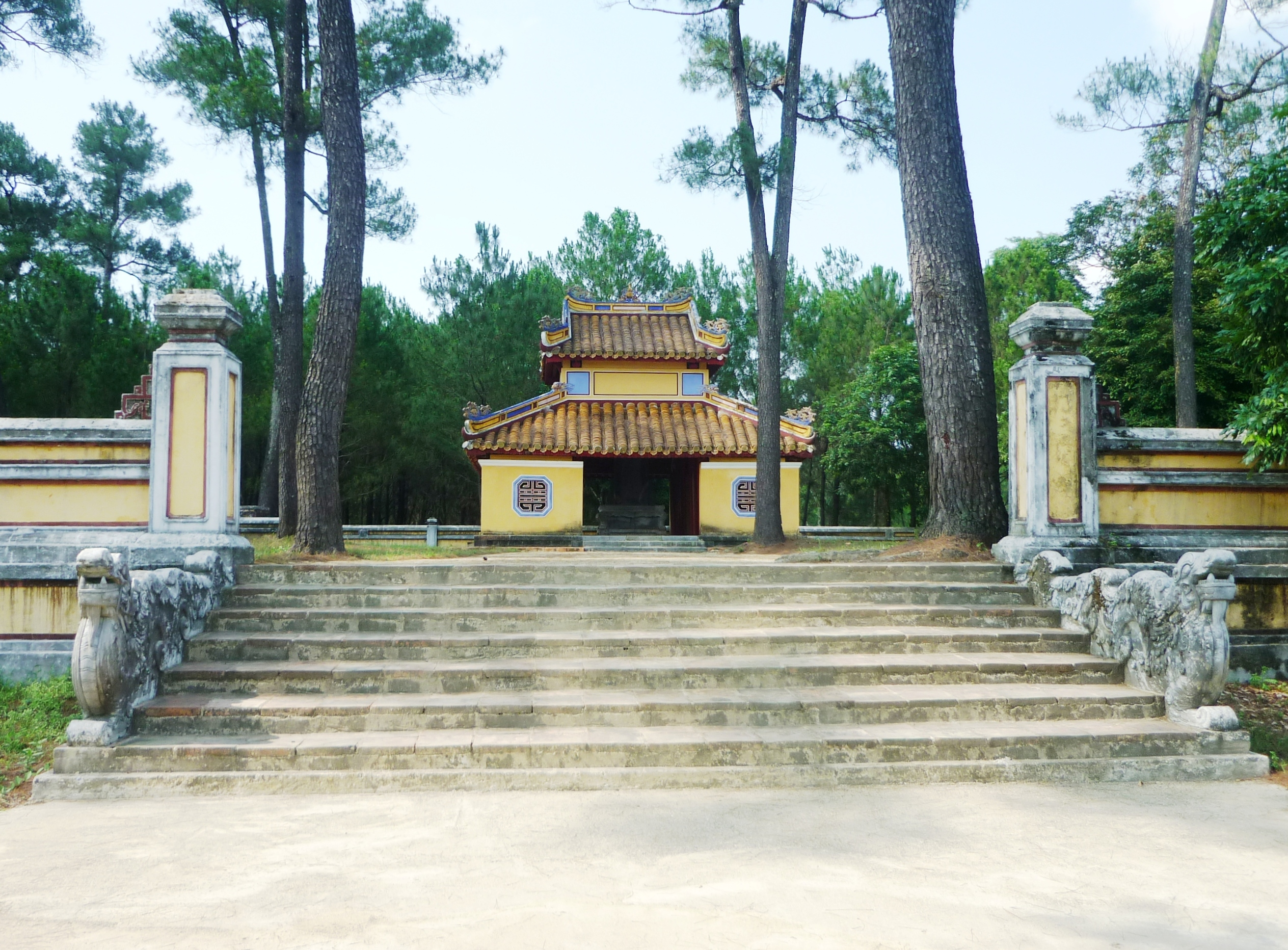
Bi đình lăng Gia Long

Trước lăng mộ là 7 tầng sân chầu lát gạch, chính giữa là lối thần đạo lát đá Thanh dẫn lên Bửu thành. Ở tầng sân nền hai bên dựng tượng thị vệ, voi, ngựa (10 người, 2 voi, 2 ngựa), đều bằng đá Thanh.
Bửu phong (mộ) của vua và Thừa Thiên Cao hoàng hậu Tống Thị Lan đặt trong 3 lớp Bửu thành xây gạch, vòng trong 30m, rộng 24m, cao 4,16m; vòng ngoài rộng 31m, dài 70m, cao 3,56m, dày 1m. Bửu phong của vua Gia Long và hoàng hậu có dạng thạch thất, được song táng theo quan niệm "càn khôn hiệp đức" - một hình ảnh đẹp của hạnh phúc và thủy chung. Trước bửu phong có 2 hương án bằng đá. Mặt trước và sau lưng đều có bình phong, cửa ngoài bửu thành làm bằng đồng.

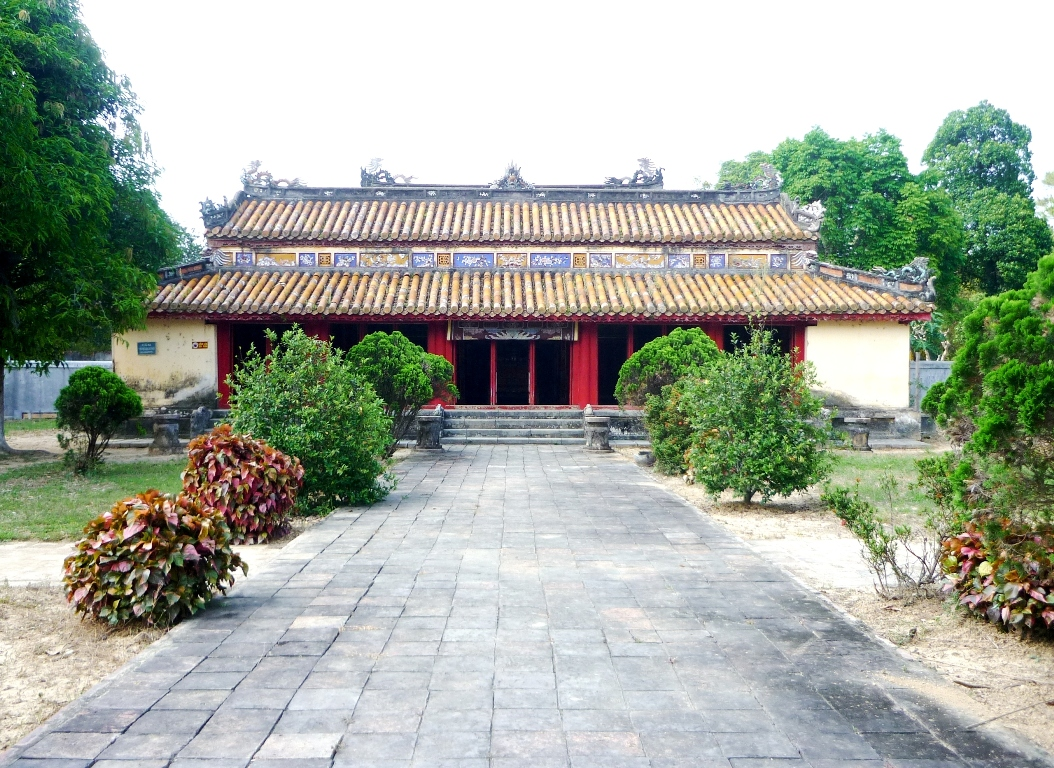
Điện Minh Thành, chính tẩm lăng Gia Long.

### Khu tẩm điện
Khu tẩm điện nằm bên phải khu lăng, trên đồi Bạch Sơn, được bao bọc bởi tường thành hình chữ nhật (dài 102m, rộng 19m, cao 2,5m).
Nghi môn là cổng chính dẫn vào khu tẩm điện, chính giữa là điện Minh Thành, hai bên phía trước là hai nhà Đông Tây phối điện.
Điện Minh Thành có kiểu nhà kép 5 gian 2 chái, mặt nền 17,6m x 19,6m, bên trong thờ Long vị của vua Gia Long và Thừa Thiên cao Hoàng hậu. Bên trong điện Minh Thành, ngày trước có thờ nhiều kỷ vật gắn bó với cuộc đời chinh chiến của vua Gia Long như cân đai, mũ, yên ngựa.
Phía sau điện Minh thành, từng có Bảo Y khố, nơi đặt áo quần thờ tự bà Thừa thiên Cao hoàng hậu. Ngoài ra từng có hồi lang nối liền các các kiến trúc trong khu tẩm điện, và hệ thống bồn hoa, cây cảnh bao quanh rất đẹp, thơ mộng. Bảo Y khố bị triệt giải vào lần trùng tu năm 1922 (năm Khải Định thứ 7).

### Khu Bi đình
Bên trái khu lăng là Bi đình (nhà bia), nằm trên ngọn đồi Thanh Sơn, là một "phương đình" dạng cổ lầu với hai tầng mái, nằm trên một nền cao. Mặt bằng của ngôi nhà rộng 8,75m x 8,80m. Bốn mặt xây tường gạch chịu lực. Mỗi mặt trổ một cửa ở giữa, để trống. Khu vực tầng sân xây bị đình rộng 30m, dài 42m, chung quanh có xây tường thấp bao bọc.
Bên trong bi đình có một tấm bia lớn ghi bài văn bia "Thánh đức thần công" của vua Minh Mạng nói về tiểu sử và công đức của vua cha. Bia cao 2,96m, rộng 1m, dày 0,32m, dựng trên một cái bệ cũng bằng đá dài 1,95m, rộng 1,55m. Bia và đế làm bằng đá Thanh được chạm khắc rất tinh xảo.
Gần đó là nơi thờ “Hậu Thổ Chi Thần”, một tấm bia nhỏ đặt trên bệ đá 2 cấp, cao hơn 1,2m.

## Lăng lân cận
Với chu vi lên đến 11.234,40 m, quần thể lăng Gia Long ngoài Lăng Thiên Thọ của Hoàng Đế Gia Long và Thừa Thiên Cao Hoàng Hậu, còn có những lăng hoàng tộc nhà Nguyễn bao gồm:
- Lăng Thiên Thọ Hữu của bà Thuận Thiên Cao Hoàng hậu (1769 - 1846), vợ thứ hai của vua Gia Long, mẹ vua Minh Mạng.
- Lăng Thoại Thánh của bà Hưng Tổ Hiếu Khang Hoàng hậu (1738 - 1811), vợ thứ hai của Nguyễn Phúc Côn (Luân) và là mẹ của vua Gia Long.
- Lăng Hoàng Cô của Thái Trưởng Công chúa Long Thành (1759 - 1823), chị ruột vua Gia Long.

và các lăng hoàng quyến phụ cận khác:
- Lăng Trường Phong của chúa Nguyễn Phúc Chú (1697-1738).
- Lăng Quang Hưng của bà Thái Tông Hiếu Triết Hoàng hậu, vợ thứ hai của Chúa Hiền Nguyễn Phúc Tần (1620-1687).
- Lăng Vĩnh Mậu của bà Anh Tông Hiếu Nghĩa Hoàng hậu, vợ Chúa Nghĩa Nguyễn Phúc Thái (1650-1725).

Đáng chú ý nhất trong đó lăng Thiên Thọ Hữu và lăng Thoại Thánh là có khu tẩm thờ riêng.

### Lăng Thiên Thọ Hữu

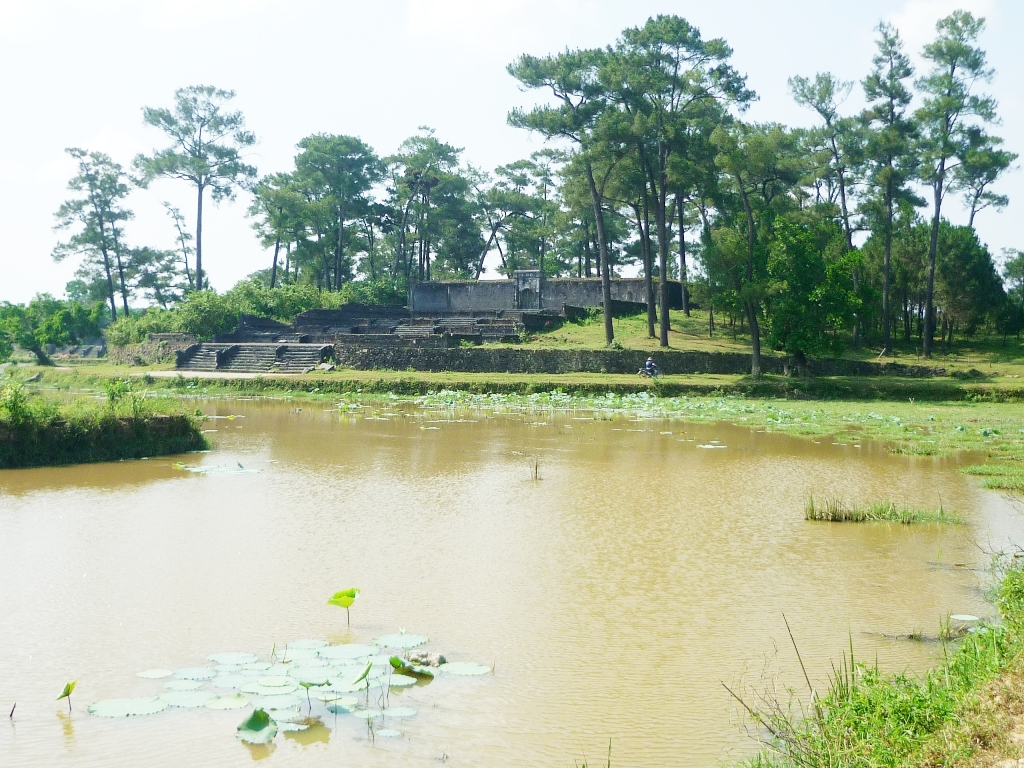
Khu lăng mộ của lăng Thiên Thọ Hữu

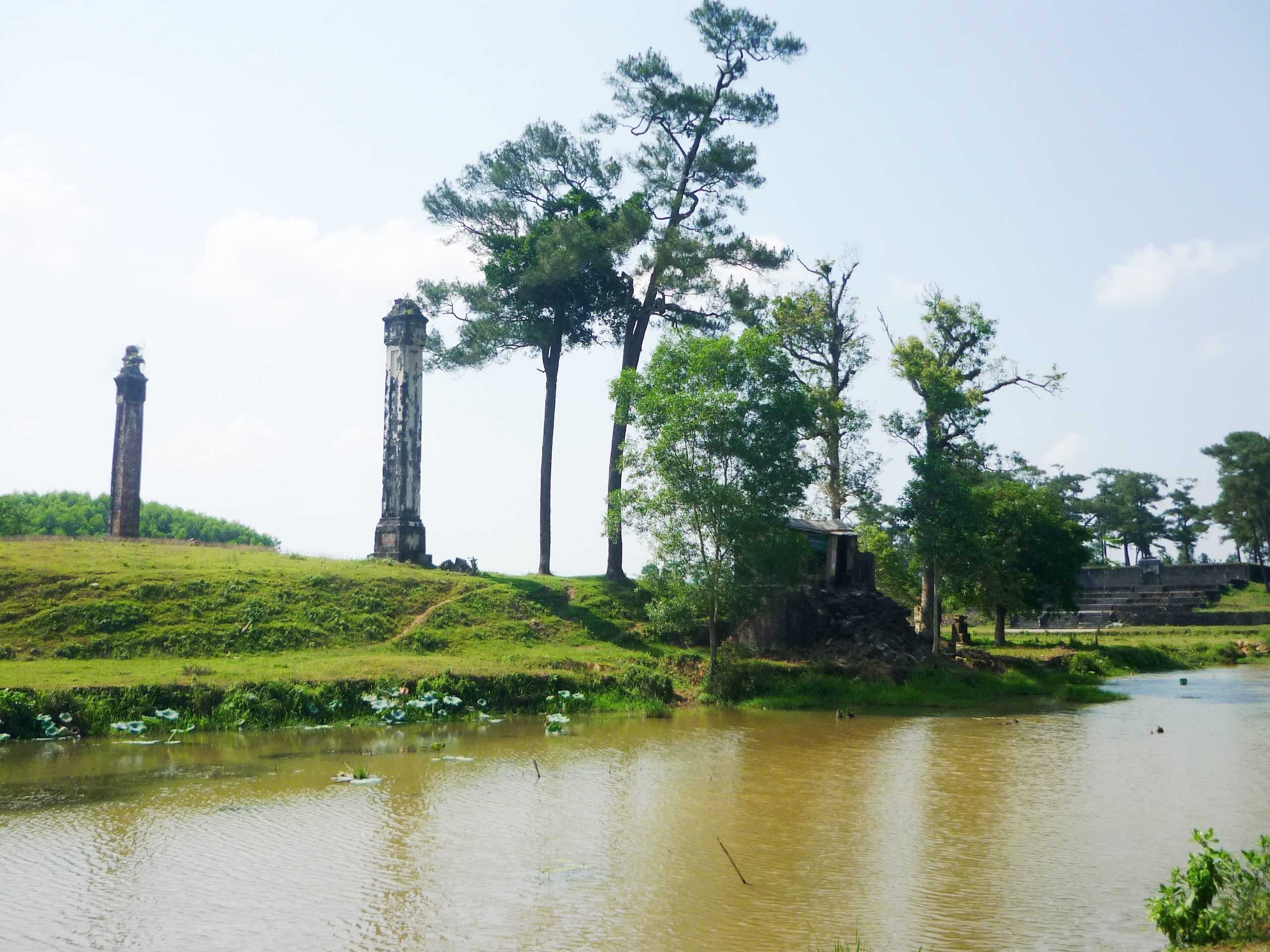
Trụ biểu lăng Thiện Thọ Hữu

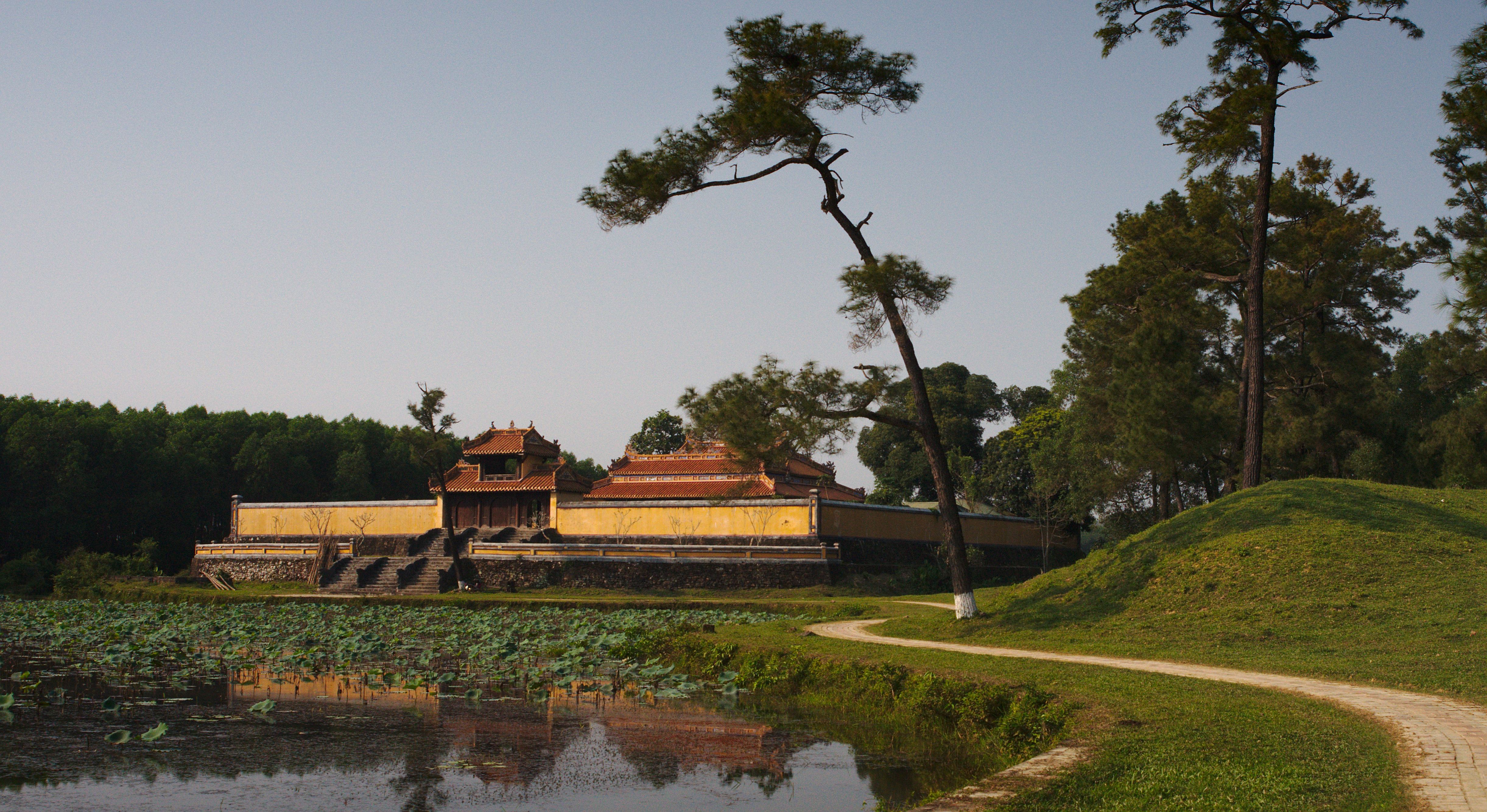
Khu tẩm điện lăng Thiên Thọ Hữu

Lăng Thiên Thọ Hữu cách khu tẩm điện lăng Thiên Thọ khoảng hơn 100m về phía tây bắc, là lăng mộ của Thuận Thiên Cao Hoàng hậu (1769 - 1846), vợ thứ hai của vua Gia Long, mẹ vua Minh Mạng. 
Lăng có hai khu vực kiến trúc: khu vực lăng mộ và khu vực tẩm điện, nằm cách nhau chừng 50 mét, ven theo bờ Bắc của phần cuối hồ Dài. Cả hai khu vực này đều nằm trên vùng đồi gọi là Thuận Sơn, nhưng phương hướng của hai khu vực kiến trúc thì khác nhau. 
Khu vực lăng mộ quay mặt về hướng Nam nhưng nghiêng nhẹ về phía Tây. Tiền án là núi Rệ có độ cao khoảng 618m. Cận án là núi Ngọc Đường chiều cao khoảng 231m. Minh đường là một mặt hồ hình bán nguyệt được cắt xén và uốn nắn từ hồ Dài. Ngôi mộ được bao quanh bởi hai vòng tường hình chữ nhật khá lớn. Mộ nằm lộ thiên, xây bằng đá Thanh. Phía trước mộ có đặt hương án và bình phong đều xây bằng đá Thanh. Bình phong sau mộ xây bằng vôi gạch, bên trên có mái giả và mặt trước trang trí hình ảnh bát bửu đắp nổi. Hai lá sách ở hai bên bình phong này được trang trí hình đầu rồng ngậm chữ “Thọ”. Trước cửa có 4 tầng sân chầu với những hệ thống tầng cấp và thành bậc chạm nổi hình rồng phụng. Bên kia bờ hồ là hai cột trụ biểu cao khoảng 12 mét, trên đỉnh tạo hình đèn lồng. Sau lưng khu lăng mộ là một ngọn đồi chạy dài theo hướng Nam Bắc giữ vai trò “hậu chẩm” bảo vệ phía sau.
Khu vực điện thờ của lăng Thiên Thọ Hữu nằm trên một ngọn đồi khá cao, dùng núi Ngọc Đường làm tiền án. Công trình kiến trúc chính ở khu vực này là điện Gia Thành (嘉成殿) nằm ở giữa, hai bên phía phía trước là Tả Hữu trực phòng, hai bên phía sau là Tả Hữu tòng viện. Xung quanh khu điện được bao bọc bởi một vòng thành hình chữ nhật cao xây bằng gạch. Mặt trước trổ cửa tam quan hai tầng, trước cửa là những hệ thống bậc cấp bằng đá với các thành bậc cũng bằng đá Thanh chạm hình rồng, nối kết các tầng sân với nhau, chạy xuống đến gần bờ hồ.

### Lăng Thoại Thánh
Lăng Thoại Thánh cách khu tẩm điện lăng Thiên Thọ Hữu khoảng 250m về phía bắc, là nơi an táng của Hưng Tổ Hiếu Khang Hoàng hậu (1738 - 1811), mẹ của vua Gia Long. Lăng Thoại Thánh có bố cục và cấu trúc gần giống lăng Thiên Thọ Hữu, gồm 2 phần: khu lăng và khu tẩm thờ. Đây là lăng hoàng thái hậu đầu tiên của triều Nguyễn.
Khu lăng phía trước có hồ vuông (88m x 77m). Bửu phong làm bằng đá Thanh, ngoài có 2 vòng tường thành bảo vệ, vòng trong chu vi 89m, cao 3,4m, vòng ngoài chu vi 138m, cao 3,6m; cửa ngoài kiểu cổng vòm; trước sau đều có bình phong xây gạch che chắn.
Phần tẩm điện nằm trong một vòng thành dài 108m, rộng 63m, cao 3,7m. Điện chính vốn gần giống điện Minh Thành, kiểu nhà kép, mặt nền 25m x 19,5m, trước sau còn có Tả Hữu phối điện, Tả Hữu tòng viện, nhưng tất cả đã đổ nát.
Năm 2023, lăng Thoại Thánh được đầu tư trùng tu hệ thống la thành, bình phong, hồ cảnh quan; xây dựng lại tường thành bao bọc khu vực tẩm điện, với tổng kinh phí 39 tỉ đồng từ nguồn ngân sách trung ương.

## Tham quan

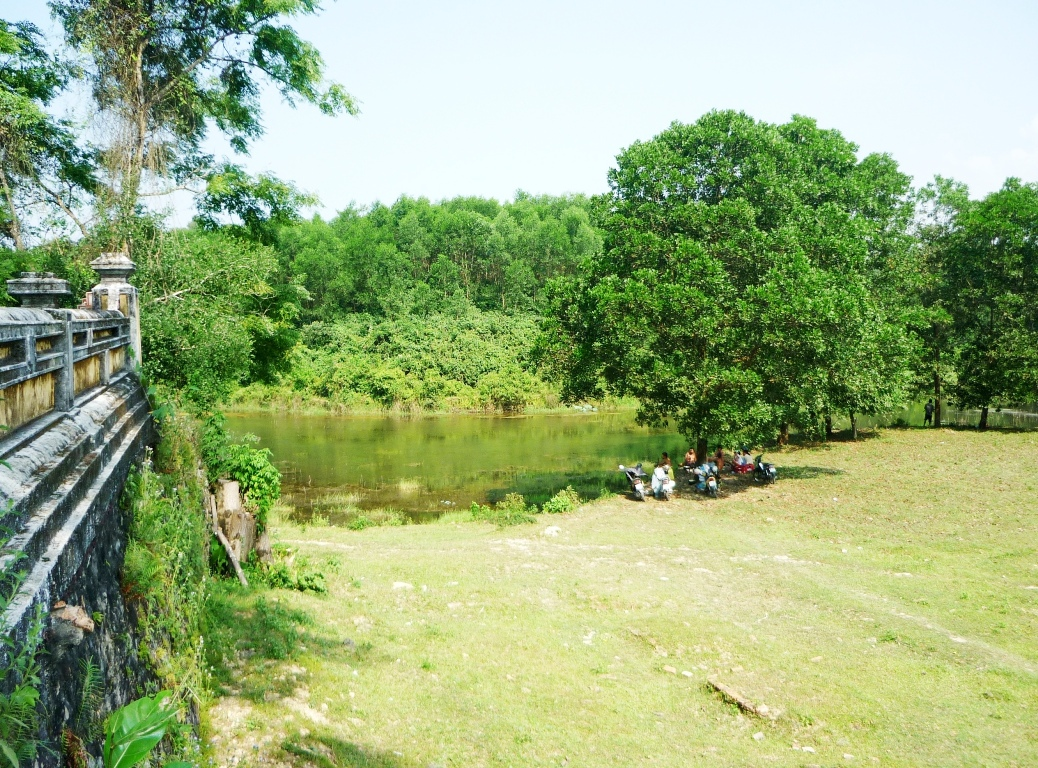
Du khách tổ chức picnic bên Lăng Gia Long

Đến thăm lăng Gia Long, du khách có thể tham quan theo hai đường: đường thủy và đường bộ. Từ Kinh Thành đi đường thủy theo sông Hương thì khoảng 18 km sẽ đến Lăng, Còn đi đường bộ thì khoảng 16 km rồi qua bến đò Kim Ngọc, đi thêm vài cây số đường rừng thì bắt gặp hai Trụ biểu uy nghi nằm ngoài cùng. Trước đây, đó là những cột báo hiệu, nhắc nhở mọi người phải kính cẩn khi đi qua khu vực này và có đến 85 cột như vậy trong quần thể lăng Gia Long. Năm 1859 còn 42 cột và hiện nay du khách chỉ trông thấy 2 cột.
Theo gợi ý của L. Cadière từ hơn 60 năm trước đây, du khách nên viếng lăng Gia Long vào buổi chiều. Đó là thời khắc có thể ngắm cảnh hoàng hôn đang đến từ phía bên kia các hồ nước. Sự phối hợp giữa hồ nước cùng cảnh vật xung quanh, rừng thông sẽ tạo cho người tham quan một cảm giác khó tả. Chính lúc ấy, du khách mới cảm nhận hết vẻ đẹp hùng tráng và kỳ vĩ của khu lăng này. Phong cảnh xinh tươi hòa với nét uy nghi của đồi núi xa xa. Sự khắc khổ tĩnh lặng của cái chết hòa với sự sinh động, nét tuyệt mỹ của thiên nhiên chung quanh.

## Trùng tu
Năm 2006, Trung tâm Bảo tồn di tích cố đô Huế đã khởi công công trình bảo tồn và tu bổ các di tích thuộc quần thể lăng vua Gia Long, tại xã Hương Thọ, huyện Hương Trà, Thừa Thiên Huế. Các hạng mục tu bổ bao gồm: hệ thống mộ, quách, sân chầu ở khu vực lăng vua và Thuận Thiên Cao Hoàng hậu; hệ thống tẩm gồm nhà Đông Tây phối điện, Tiền - Hậu cổng, cổng Hữu của Minh Thành điện; nhà Bi đình cùng hệ thống sân, lan can, tường, kè hồ với tổng kinh phí 13,7 tỷ đồng.